# Mike Rotich
Pour les articles homonymes, voir Rotich.
Ne doit pas être confondu avec Michael Rotich, un athlète kényan spécialiste du 800 m né le 14 juillet 1978
Mike Rotich, de son nom complet Michael Kosgei Rotich, né le 29 octobre 1982, est un athlète kényan spécialiste du marathon. Il est originaire de Kiptoit.

## Palmarès
- en 2002 :
  -  2e au Marathon de Milan en 2 h 08 min 59 s (départagé sur la photo-finish avec son homologue Robert Cheruiyot, 1er et l'Italien Daniele Caimmi, 3e)[2]
- en 2003 :
  -  1er du semi-marathon de Paris en 61 min 30 s[3]
  -  1er du Marathon de Paris en 2 h 06 min 33 s (nouveau record de l'épreuve)
  - 8e lors des Championnats mondiaux de Paris[4]
- en 2004:
  - 5e du semi-marathon de Paris en 62 min 02 s[5]
  -  2e au Marathon de Rotterdam en 2 h 09 min 7 s[6]
- en 2005:
  - 7e au Marathon de Berlin en 2 h 10 min 53 s[7]
  - 10e à San Diego lors du Marathon "Rock'n Roll" en 2 h 18 min 03 s[8]
- en 2006 :
  - 20e du Marathon de Paris en 2 h 16 min 35[9]
- en 2007 :
  - Vainqueur au Marathon de Salzbourg en 2 h 18 min 41 s[10]

## Records
- record du Marathon de Paris en 2003 de 2 h 06 minutes et 33 s, battu par Vincent Kipruto le 5 avril 2009[11]